# TF-24
La carretera de La Esperanza o   TF-24  (la antigua carretera comarcal  C-824 ) es la principal vía de acceso al Teide desde el área metropolitana de Santa Cruz–La Laguna. Partiendo de la ciudad de La Laguna esta carretera llega hasta el Parque nacional del Teide.
Concretamente, la   TF-24  tiene su origen en el enlace de Padre Anchieta, una de las principales salidas de La Laguna, discurriendo en dirección suroeste por el centro de la isla hasta llegar a la carretera   TF-21  a la altura de El Portillo. Así pues, es utilizada por el tráfico que se dirige hacia el Teide desde el área metropolitana, así como por los habitantes de las poblaciones existentes, entre las que destaca La Esperanza

## Municipios
San Cristóbal de La Laguna
El Rosario
La Matanza de Acentejo
Candelaria
La Victoria de Acentejo
Arafo
Santa Úrsula
La Orotava
Los Realejos